# 門羅 (愛荷華州)
門羅（英語：Monroe）是一個位於美國愛荷華州傑斯帕縣的城市。

## 地理
門羅的座標為41°31′19″N 93°06′13″W / 41.52194°N 93.10361°W，而該地的平均海拔高度為282米（即925英尺）。

## 人口
根據2010年美國人口普查的數據，門羅的面積為4.38平方千米，當中陸地面積為4.38平方千米，而水域面積為0.00平方千米。當地共有人口1830人，而人口密度為每平方千米417人。